# ザ・デイ・ウィ・コート・ザ・トレイン
「ザ・デイ・ウィ・コート・ザ・トレイン」 (The Day We Caught the Train) は、ロックバンド、オーシャン・カラー・シーン (OCS) による楽曲である。
曲は1996年にリリースされ、全英シングルチャートで4位に達した。1996年のアルバム『モーズリー・ショールズ』に収録され、このアルバムからは、「ザ・リヴァーボート・ソング」、「ユーヴ・ガット・イット・バッド」に続き、3番目のシングルとしてリリースされた。CD2では、アコースティックも収録されており、「ジャスティン」はもともとアルバム『オーシャン・カラー・シーン』に収録されていた。
この曲の歌詞は、カルト映画『さらば青春の光』をもとにしている。

## 収録曲

### CD 1
1. ザ・デイ・ウィ・コート・ザ・トレイン – The Day We Caught the Train
2. ザ・クロック・ストラック・15アワーズ・アゴー – The Clock Struck 15 Hours Ago
3. アイ・ニード・ア・ラヴ・ソング – I Need a Love Song
4. チキン・ボーンズ・アンド・ストーンズ – Chicken Bones & Stones

### CD 2
1. ザ・デイ・ウィ・コート・ザ・トレイン（アコースティック） – The Day We Caught the Train (Acoustic)
2. トラヴェラーズ・チューン – Travellers Tune
3. ジャスティン – Justine